# Pierre Stephen
Pierre Trambouze dit Pierre Stephen, né le 28 avril 1890 dans le 6e arrondissement de Paris et mort le 3 juin 1980 à l'hôpital Bichat dans le 18e arrondissement, est un acteur de théâtre et de cinéma français.
Il est le neveu de l'acteur Laurent Trambouze dit Laurent Morlas (1879-1940).

## Biographie
Fils d'un opticien de la rue de Rennes, Pierre Trambouze entre au Conservatoire en 1906 après avoir fait des études au collège Chaptal. À l'issue du Conservatoire, il est engagé au théâtre de l'Odéon où il prend alors le nom de Pierre Stephen.
Rappelé sous les drapeaux lors de la mobilisation générale d'août 1914, il est d'abord affecté à la 22e section de commis et ouvriers d'administration. Versé dans l'artillerie en août 1915, il est nommé caporal brancardier et sert à l'armée d'Orient de décembre 1915 à son retour à la vie civile en août 1919.
En juin 1920, il épouse la comédienne Yvonne Thénard (1901-2003) et fait ses premiers pas la même année sur les plateaux de cinéma.
Entre 1920 et 1962, il apparaît dans un peu plus de soixante-dix films, le plus souvent dans des rôles « d'amoureux bé-bête, timide et bégayant ».
Peintre amateur, il est aussi connu pour ses caricatures et ses dessins publicitaires,.

## Distinctions
- Médaille interalliée 1914-1918.
- Médaille commémorative de la guerre 1914-1918.

## Filmographie

### Cinéma
- 1920 : Irène de Marcel Dumont
- 1920 : Les Deux Baisers de Théo Bergerat
- 1920 : La Dette de Gaston Roudès
- 1921 : Gigolette de Henri Pouctal
- 1922 : La Brèche d'enfer d'Adrien Caillard
- 1923 : Le Crime d'une sainte de Charles Maudru
- 1923 : Le Double Piège de Gaston Roudès
- 1924 : L'Aventurier de Maurice Mariaud et Louis Osmont
- 1925 : L'Abbé Constantin de Julien Duvivier
- 1925 : La Femme aux yeux cernés d'Alexandre Ryder
- 1926 : La Girl aux mains fines de Jean Rosen et Friz Kauffmann
- 1929 : Les Mufles de Robert Péguy
- 1929 : La Tentation d'un jeune homme vertueux de Robert Péguy
- 1931 : La Ronde des heures de Alexandre Ryder
- 1931 : Azaïs de René Hervil
- 1931 : Un bouquet de flirts de Charles de Rochefort - court métrage -
- 1932 : Moi et l'impératrice de Friedrich Hollaender  et Paul Martin
- 1932 : Paradis d'amour de Maurice Windrow - court métrage -
- 1932 : Le Chasseur de chez Maxim's de Karl Anton
- 1932 : À moi le jour, à toi la nuit de Ludwig Berger et Claude Heymann
- 1932 : Liebelei de Max Ophüls
- 1933 : Rien que des mensonges de Karl Anton
- 1933 : Ces messieurs de la Santé de Pierre Colombier
- 1933 : Cette vieille canaille d'Anatole Litvak
- 1934 : Arlette et ses papas de Henry Roussell
- 1934 : Le Billet de mille de Marc Didier
- 1934 : L'École des contribuables de René Guissart
- 1934 : Compartiment de dames seules de Christian-Jaque
- 1935 : La Famille Pont-Biquet de Christian-Jaque
- 1935 : La Sonnette d'alarme de Christian-Jaque
- 1935 : Paris Camargue de Jack Forrester
- 1935 : La Rosière des halles de Jean de Limur
- 1935 : L'Ami de Monsieur de Pierre de Cuvier - court métrage -
- 1935 : Le Nudiste des Champs-Élysées de Jacques Daroy - court métrage -
- 1936 : On ne roule pas Antoinette de Paul Madeux
- 1936 : Œil de lynx, détective   de  Pierre-Jean Ducis
- 1936 : Au son des guitares de Pierre-Jean Ducis
- 1936 : L'École des journalistes de Christian-Jaque
- 1937 : La Maison d'en face de Christian-Jaque
- 1937 : L'amour veille de Henry Roussell
- 1937 : Rendez-vous Champs-Élysées de Jacques Houssin
- 1937 : Un meurtre a été commis de Claude Orval
- 1937 : Monsieur Bégonia de André Hugon : Poussier
- 1937 : Le Compositeur du dessus de Paul Mesnier - court métrage -
- 1938 : Les Femmes collantes de Pierre Caron
- 1938 : Trois Valses de Ludwig Berger
- 1938 : Son oncle de Normandie de Jean Dréville
- 1938 : Raphaël le Tatoué de Christian-Jaque
- 1938 : Une java de Claude Orval
- 1938 : Clodoche de Raymond Lamy et Claude Orval
- 1939 : Nadia la femme traquée de Claude Orval
- 1939 : Grey contre X de Pierre Maudru et Alfred Gragnon
- 1940 : La Troisième Dalle de Michel Dulud
- 1941 : Une femme dans la nuit de Edmond T. Gréville
- 1941 : L'Étrange Suzy de Pierre-Jean Ducis
- 1941 : Mélodie pour toi de Willy Rozier
- 1946 : Sur la piste de René Sti - court métrage -
- 1947 : Plume la poule, de Walter Kapps
- 1947 : Boîte de nuit de Pierre Blondy - court métrage -
- 1948 : Le Sorcier du ciel de Marcel Blistène
- 1948 : La Femme que j'ai assassinée de Jacques Daniel-Norman
- 1948 : Cartouche, roi de Paris de Guillaume Radot
- 1948 : Bal musette de Pierre Blondy - court métrage -
- 1948 : Crime à la clinique de Pierre Blondy - court métrage -
- 1948 : Drôle de crime de Pierre Blondy - court métrage -
- 1948 : Quatre cent treize de Pierre Blondy - court métrage -
- 1950 : L'Extravagante Théodora de Henri Lepage :  Octave Leprieur
- 1951 : Les Surprises d'une nuit de noces de Jean Vallée
- 1954 : J'y suis, j'y reste de Maurice Labro
- 1955 : Mon curé champion du régiment de Émile Couzinet
- 1956 : Fric-frac en dentelles de Guillaume Radot
- 1956 : Les Aventures d'Arsène Lupin de jacques Becker
- 1956 : Cinq millions comptant de André Berthomieu
- 1956 : Comme un cheveu sur la soupe de Maurice Regamey
- 1957 : Trois Marins en bordée de Émile Couzinet
- 1957 : Sénéchal le magnifique de Jean Boyer
- 1957 : Ni vu ni connu d'Yves Robert
- 1957 :  L'amour est en jeu / Ma femme, mon gosse et moi de Marc Allégret
- 1957 : La Garçonne de Jacqueline Audry
- 1958 : Brigade des mœurs de Maurice Boutel - sous réserves -
- 1961 : Tendre et Violente Élisabeth d'Henri Decoin
- 1962 : La Salamandre d'or de Maurice Régamey

### Télévision
- 1960 : Rouge d'André Leroux

## Théâtre
- 1920 : Le Retour de Robert de Flers et Francis de Croisset, Théâtre de l'Athénée
- 1922 : La Femme de mon ami, Théâtre de l'Athénée
- 1922 : Atout... Cœur ! de Félix Gandéra, Théâtre de l'Athénée
- 1922 : La Sonnette d'alarme de Maurice Hennequin et Romain Coolus, Théâtre de l'Athénée
- 1926 : La Famille Lavolette d'Eugène Brieux, Théâtre des Nouveautés
- 1933 : Le Vol nuptial de Francis de Croisset, Théâtre de la Michodière
- 1934 : L'École des contribuables de Louis Verneuil et Georges Berr, Théâtre Marigny
- 1950 : J'y suis, j'y reste de Raymond Vincy et Jean Valmy, mise en scène de Jacques Baumer, Théâtre du Gymnase
- 1957 : L'Habit vert de Robert de Flers et Gaston Arman de Caillavet, mise en scène Marcel Cravenne [10]
- 1961 : L'Hurluberlu de Jean Anouilh, mise en scène Roland Piétri, Théâtre des Célestins
- 1961 : Remue-ménage de Pierre Leloir, mise en scène Jean Marchat, Comédie-Wagram